# أليسون إديث هيلدا دراموند
أليسون إديث هيلدا دراموند (بالإنجليزية: Alison Edith Hilda Drummond)‏ هي فلاحة ومؤرخة نيوزيلندية، ولدت في 22 يناير 1903، وتوفيت في 3 يوليو 1984.